# Emperor
|  | Per a altres significats, vegeu «Emperor: Rise of the Middle Kingdom». |

Emperor va ser una formació noruega de black metal creada el 1991, considerada una de les més influents en aquest gènere musical. El grup es va dissoldre el 2001, però es va reunir entre el 2005 i el 2007 per tocar en alguns festivals i gires als EUA i també entre el 2013 i el 2014. Els fundadors d'Emperor són Ihsahn (guitarra i veus) i Samoth (en el moment de la fundació bateria, més tard guitarra).

## Primers anys (1991-1994)
Ihsahn i Samoth es van conèixer de joves en un seminari de rock. Van començar a tocar plegats amb bandes diverses (Dark Device, Xerasia, Embryonic), i més tard a l'ara coneguda formació Thou Shalt Suffer. Samoth va començar a compondre música fora d'aquest grup i, amb Ihsahn i un baixista nou, Håvard Ellefsen Mortiis (qui després tocaria amb la seva formació epònima per separat), va fundar Emperor.
Poc temps més tard Emperor va gravar la demo Wrath of the Tyrant, amb què van obtenir ràpidament popularitat en l'escena underground i van cridar l'atenció del segell Candlelight, amb què van publicar l'EP Emperor. Samoth es va passar a la guitarra rítmica, Ihsahn va continuar a les veus i la guitarra principal i van fitxar Bård Faust com a bateria.
Durant l'estiu de 1992 hi va haver un reguitzell d'esdeveniments relacionats amb l'escena noruega de black metal i el conegut com a Inner Circle. Samoth, amb altres músics de black metal, va participar en la crema d'antigues esglésies noruegues. També durant el 92, Faust va assassinar Magne Andreassen, un homosexual, apunyalant-lo fins a la mort després de demanar-li favors sexuals. El dia abans havia participat també en la crema de l'església de Holmenkollen d'Oslo amb Euronymous, de Mayhem, i Varg Vikernes, de Burzum.
L'estiu de 1993 Emperor va començar a gravar el primer LP i van deixar de pintar-se el cos durant els concerts perquè trobaven que havia perdut la significació i el simbolisme originals. La tardor del mateix any la policia va començar les investigacions sobre la mort d'Euronyomius, amb Vikernes com a principal sospitós, que finalment van menar a l'empresonament de Samoth per la crema de l'església i de Faust per l'assassinat de Magne Andreassen. El 1994, Samoth va ser condemnat a 16 mesos de presó per haver cremat l'església de Skjold a Vindafjord amb Varg Vikernes. Aquest incendi s'havia comès durant una pausa en la gravació de l'EP de Burzum Aske. Finalment, l'any 1994 Emperor va publicar In the nightside eclipse, que va tenir una gran acollida de públic.

## Treballs següents i dissolució (1995-2001)
Es van unir a Emperor Trym Torson a la bateria i Alver al baix i cap al 1996 la formació va entrar a l'estudi per gravar Anthems to the welkin at dusk, que va ser el disc de l'any en moltes revistes de metal arreu del món, incloent-hi l'anglesa Torrorizer i la nord-americana Metal Maniacs. Alver va deixar la formació poc després.
Emperor va continuar com a trio, amb Ihsahn als teclats, veus, guitarra i baix, i la formació va publicar el tercer disc, IX Equilibrium. Va girar per Europa i els Estats Units. Cap al 2000 Samoth i Trym van començar a acostar-se al death metal i Ihsahn es va centrar més en la formació Peccatum. El 2001 van decidir dissoldre la formació després de publicar un darrer disc, Prometheus: The Discipline of Fire & Demise, compost completament per Ihsahn. Ihsahn va declarar més tard que
| « | quan vam anunciar la ruptura el 2001 no pensàvem que podríem fer res més amb Emperor mai més. La decisió estava basada en el sentimetn que Emperor tenia molta integritat, i que si acabàvem aleshores el grup acabaria quan encara feia bona música. Pe ra nosaltres, la decisió estava presa des de l'esperit del black metal. A partir que Samoth i jo havíem pres direccions diferents, no vèiem cap gràcia a continuar plegats. El nucli de la formació restaria intacte per sempre. | » |

Samoth va corroborar la posició d'Ihsahn: "En aquell moment, tots dos teníem altres prioritats i sentíem que el trencament d'Emperor era la millor cosa que podíem fer. Volíem centrar-nos en altres coses, i crèiem que aquella era l'única manera bona de fer-ho".

## Trencament i actuacions en directe
Samoth i Trym van continuar tocant a la formació Zyklon, mentre que Ihsahn es concentrava en Peccatum. Després, Ihsahn va anunciar que publicaria el seu projecte en solitari The Adversary, que va tenir una bona rebuda en la comunitat del black metal.
La formació va tocar en un xou sorpresa de tres cançons el setembre del 2005 i va anunciar una sèrie de concerts seguits a Califòrnia, Nova ¨York i Europa el 2006. El febrer del 2006 van tocar al festival Inferno Metal a l'abril, i al Wacken Open Air a l'agost. Samoth no va poder participar en les dates dels EUA per problemes amb el visat relacionats amb l'incendi d'esglésies del 92.
El 7 d'octubre del 2006 Emperor va tocar al festival de Motstøy a Notodden, la seva vila natal, en un bolo per a menors de 18 anys. El 28 d'octubre del mateix any Emperor va tornar al Regne Unit per tocar a Londres. El 2007 van tocar pels EUA i a França i Finlàndia.
El 2007 es va editar un llibre de tablatures basat en la compilació Scattered Ashes: a decade of emperial wrath. Samoth va anunciar el 23 d'octubre d'aquell any que Emperor havia començat a preparar un segon DVD oficial. El 8 de desembre del 2008 es va anunciar que s'anomenaria Live Inferno i que es publicaria en forma de disc doble, amb material en directe dels festivals Inferno i Wacken. Va sortir a la llum el 16 d'abril de l'any següent a Europa i cinc dies més tard a Nord-amèrica.
El 2 d'agost del 2013 es va anunciar que Emperor es tornarien a reunir per al Wacken Festival del 2014. Els mesos següents van encapçalar el Bloodstock Open Air i el festival Hellfest. L'abril del 2014 van anunciar concerts a Tòquio i Osaka.

## Membres
| Membres finals - Vegard Sverre "Ihsahn" Tveitan – veus, guitarra, baix, teclat (1991–2001, 2005–2007, 2013–2014) - Tomas "Samoth" Haugen – guitarra, baix, bateria, veus (1991–2001, 2005–2007, 2013–2014) - Bård "Faust" Eithun – bateria (1992–1993, 2013–2014) | Membres anteriors - Håvard "Mortiis" Ellefsen – baix (1991–1992) - Terje "Tchort" Schei – baix (1993–1994) - Jonas "Alver" Alver – baix (1995–1998) | Músics en directe i de sessió - Vidar "Ildjarn" Vaaer – baix (1993) - Steinar "Sverd" Johnsen – teclat (1994–1995) - Joachim "Charmand Grimloch" Rygg – teclat (1996–1999) - Kai Johnny "Trym Torson" Mosaker – bateria (1996–2001, 2005–2007, 2014) - Jan Erik "Tyr" Torgersen – baix (1998–1999) - Tony "Secthdamon" Ingebrigtsen – baix (2005–2007, 2013–2014) - Einar Solberg – teclat (2005–2007, 2013–2014) |

## Discografia
Àlbums d'estudi
- In the Nightside Eclipse (1994)
- Anthems to the Welkin at Dusk (1997)
- IX Equilibrium (1999)
- Prometheus: The Discipline of Fire and Demise (2001)